# Здвиж
Здвиж (укр. Здвиж) — река на Украине, правый приток Тетерева (бассейн Днепра). Название реки Здвиж происходит из среднеполесского диалекта (из группы северных диалектов) украинского языка, где оно имеет значение, близкое к слову «Зыбь» (непроходимое болото), вероятно от очень заболоченной поймы.
Протекает в Житомирском районе Житомирской области и Бучанском и Вышгородском районах Киевской области. Длина 145 км, площадь бассейна 1775 км².
Берёт начало из болота близ села Озёра. Долина трапециевидная, шириной до 4 км, глубина до 25 м. Пойма в верховье заболоченная, ширина её до 1 км. Русло умеренно извилистое, ширина до 20 м, глубина в среднем 1—2 м. Уклон реки 0,59 м/км. Питание смешанное. Замерзает в конце ноября, вскрывается в середине марта. Здвиж — водоприёмник осушительно-оросительной системы. Для регулирования стока построены водохранилища. На значительном протяжении река канализирована. Часть правобережья реки (в низовьях) находится составе Днепровско-Тетеривского заповедного гослесоохотхозяйства.
Правые притоки: Водотий, Очеретянка, Фоса, Липовая, Стержень, Горен, Бучко, Трость.
Левые притоки: Болотный, Тесновка, Небелица, Почепин, Вабля, Задрипанка, Лучица.
На берегу реки расположены посёлки городского типа Макаров и Бородянка.